# Христодул Мустакис
Христодул (на гръцки: Χριστόδουλος) е гръцки православен духовник, митрополит на Корчанската епархия на Албанската православна църква от 1996 до 1998 година, титулярен авлонски митрополит на Църквата на Гърция от 2000 година.

## Биография
Роден е в 1951 година във влашкото пиндско село Агия Параскеви със светското име Мустакис (Μουστάκης). В 1974 година завършва Богословския факултет на Атинския университет. В 1982 година е ръкоположен за дякон и презвитер. Служи като проповедник в Трикийската митрополия.
На 22 юни 1992 година е избран за корчански митрополит на възстановяващата се Албанска православна църква. Но е ръкоположен едва на 28 юли 1996 година в катедралата „Свети Георги“ в Цариград. Ръкополагането е извършено от митрополит Атанасий Илиуполски в съслужение с митрополитите Герман Трануполски, Кирил Селевкийски, Яков Митилински и Игнатий Белградски. Заедно с него са ръкоположени Игнатий за белградски митрополит и Александър за аргирокастренски, които заедно с архиепископ Анастасий Тирански трябва да да формират Светия синод на Албанската църква. Митрополит Христодулос обаче не успява да замине за епархията си в Албания, поради отказ на албанските власти да го допуснат. Интронизиран е единствено митрополит Игнатий.
На 18 юли 1998 година Христодул подава оставка. През 2000 година преминава в клира на Църквата на Гърция и е избран за титулярен авлонски митрополит. На мястото на Христодул Корчански и Александър Аргирокастренски са избрани нови епископи, етнически албанци, които формират Синода на Албанската православна църква.